# Acestrorhynchus altus
Acestrorhynchus altus är en fiskart som beskrevs av Menezes, 1969. Acestrorhynchus altus ingår i släktet Acestrorhynchus och familjen Acestrorhynchidae. Inga underarter finns listade i Catalogue of Life.